# Fatale Méprise
 (juillet 2025).
Pour plus de détails, voir Fiche technique et Distribution.
Fatale méprise est un film français réalisé par Georges Méliès sorti en 1900 au début du cinéma muet.

## Fiche technique
- Société de production : Star-Film